# Pierre Le Picard
Pour les articles homonymes, voir Le Picard et Picard (homonymie).
Pierre le Picard (1624-1679 ?) était un pirate et flibustier français ayant vécu au XVIIe siècle. Il a servi aussi bien sous les ordres du Français l'Olonnais que sous ceux de l'Anglais Henry Morgan, en particulier dans ses expéditions à Maracaibo et à Panama. Il fut probablement l'un des premiers pirates ayant été en activité à la fois dans les Caraïbes et sur la côte pacifique.

## Biographie

### Au service de l'Olonnais
La première référence à Pierre le Picard (1668) le désigne comme l'un des officiers de François l'Olonnais, dans une expédition partant de l'île de la Tortue. Il y commandait un brigantin de quarante hommes et était notamment présent aux raids sur Maracaibo et Gibraltar en 1666, ainsi qu'à Puerto Cabello et San Pedro en 1667. Cette même année, assisté de Moïse Vauquelin, il quitta déçu la flotte de l'Ollonais à la suite de la prise, après trois mois d'attente, d'un galion espagnol sans cargaison de valeur.
Les deux pirates partirent pour la côte du Costa Rica avant de se séparer. Au lieu de retourner à l'île de la Tortue, Le Picard croisa devant le rio Chagres afin de prendre le premier bâtiment qui se présenterait. Ennuyé d'être là sans rien faire, il résolut avec son équipage de 80 hommes environ de descendre dans le rio Veragua et de piller le bourg de même nom. Il exécuta son entreprise assez facilement et sans grande résistance mais aussi sans trouver beaucoup de choses, parce qu'il ne demeure dans ce bourg que des esclaves qui vont fouiller la terre sur les montagnes voisines.
Ils mettent cette terre dans des sacs pour la laver ensuite, et ils y trouvent des paillettes d'or très pur et très fin. Ils appartiennent à des bourgeois et des marchands de la ville de Nata située sur la mer du Sud à 20 lieues de leur bourg.
 Le Picard ne resta pas là très longtemps les Espagnols s'étant assemblés de Nata et de Panama le contraignirent de décamper au plus vite, ce qu'il ne put faire sans se battre en retraite le mieux qu'il put, mais non sans y laisser plusieurs des siens, tant morts que blessés et quelques prisonniers.
Ils n'eurent pas même le loisir de prendre tout leur butin, et n'emportèrent qu'environ trois ou quatre livres d'or qu'ils trouvèrent dans des flacons. Le Picard, changea de bord afin de trouver une meilleure fortune.

### Au service d'Henry Morgan
En 1669, il retourna à Maracaibo en tant que guide pour l'expédition du pirate anglais Henry Morgan. Il le rejoignit ensuite effectivement à Panama, prenant les commandes du navire Saint-Pierre. Les années qui suivent sont mal connues. Bien qu'une publication de l'époque situe sa mort en 1679, il est mentionné par Henry Morgan, devenu gouverneur de la Jamaïque, comme actif contre les navires espagnols et anglais dans les environs de Port Royal en 1682.

### Activité dans les mers du Sud
Il est probable que ce personnage soit également le « capitaine Picard » qui, au début de l'année 1685, fit partie de l'expédition du flibustier français François Grognier et du capitaine anglais Townley qui traversèrent l'isthme de Panama accompagnés de 264 hommes, pour attaquer les installations espagnoles peu protégées se trouvant sur la côte de l'océan Pacifique.
Cette petite bande sema la terreur pendant plusieurs mois sur la côte occidentale de l'Amérique du Sud. Cependant, les conflits entre marins français et anglais, ainsi que la présence d'une flotte espagnole puissamment armée qui les traquait, réduisirent le nombre de succès des flibustiers. À noter que Picard fut placé à la tête des flibustiers français à la suite de la prise de Guayaquil, où il dirigea l'assaut avec une cinquantaine d'hommes (« cinquante enfants perdus »). Le capitaine Grognet, son prédécesseur, avait trouvé la mort dans ce combat de huit heures.
Ils furent plus tard rejoints par les flibustiers anglais Edward Davis, Charles Swan et Peter Harris, bien que Picard avait déjà manifestement quitté la flotte lors de leur arrivée.
Il adopta également un couple de perroquet dorés qu'il élèvera jusqu'à sa mort.

### Derniers exploits
Pierre le Picard retourna dans les Caraïbes peu après le raid sur Guayaquil. Il retraversa l'isthme de Panama avec 260 hommes, pourchassé par mille Espagnols. En mai 1687, il pilla la ville de Segovia.
Il se réfugia ensuite en Acadie. La dernière action connue de Picard fut un raid contre les côtes du Rhode Island, dans le contexte de la guerre de la Ligue d'Augsbourg, en représailles contre une attaque anglaise de Phips sur la Nouvelle-France. Il se retire finalement en 1690.